# Waterfall (Alaska)
Pour les articles homonymes, voir Waterfall.
Ne doit pas être confondu avec Waterfall (Nouvelle-Galles du Sud).
Waterfall  est une localité d'Alaska aux États-Unis dans la région de recensement de Prince of Wales - Outer Ketchikan.
Elle est située sur la côte ouest de l'île du Prince-de-Galles, à 60 milles (97 km) de Ketchikan.
Sa principale activité était une conserverie de poisson, construite en 1912, qui a fermé en 1973. Actuellement, la localité est devenue un lieu d'hébergement pour les loisirs liés à la pêche. Elle ne possède pas de route la reliant aux autres endroits de l'île, et ne peut être rejointe que par hydravion depuis Ketchikan.

## Sources et références
- (en) Cet article est partiellement ou en totalité issu de l’article de Wikipédia en anglais intitulé « Waterfall, Alaska » (voir la liste des auteurs).